# Jonction triple de la mer de Banda
 (février 2023).
Si vous disposez d'ouvrages ou d'articles de référence ou si vous connaissez des sites web de qualité traitant du thème abordé ici, merci de compléter l'article en donnant les références utiles à sa vérifiabilité et en les liant à la section « Notes et références ».

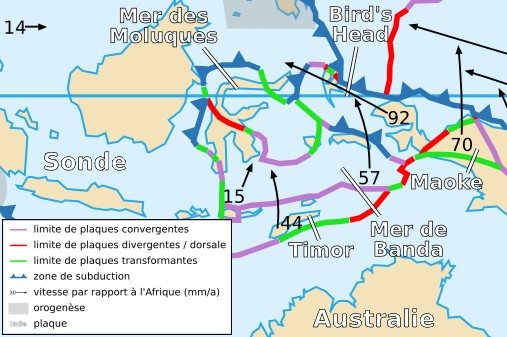
Schéma de la plaque de la mer de Banda

La jonction triple de la mer de Banda est une jonction triple.
Située sur le plancher océanique de la mer de Banda, au large de la côte occidentale de Nouvelle-Guinée, elle est formée par les plaques australienne, eurasienne et pacifique. Il s'agit d'une jonction de trois fosses océaniques.